# Descendents
Descendents är ett amerikanskt punk- och hardcoreband från Hermosa Beach, Kalifornien.

## Historia
Bandet bildades under 1978 av gitarristen Frank Navetta, basisten Tony Lombardo och trummisen Bill Stevenson. Deras första släpp (som blev det enda med originaluppsättningen) var Ride the Wild/It's a Hectic World.
1980 värvades Stevensons gamla skolkamrat Milo Aukerman som sångare och gjorde bandet till en betydelsefull aktör inom hardcorescenen som utvecklades i Los Angeles vid den tidpunkten. Deras första släpp med Aukerman var Fat, en EP som släpptes 1981. EP:n var en rasande sex minuter lång störtflod av tonårsångest och humor, med låtar som "My Dad Sucks" och elva sekunder långa "Wienerschnitzel".
Deras debutalbum släpptes följande år, Milo Goes to College, där bandet infört mer melodier och en känslighet som skiljde Descendents från de flesta andra hardcoreband. De sjöng om att vara (och vilja vara) avvisad ("I'm Not A Loser", "I Wanna Be A Bear", "Parents"), flickor ("Hope", "Myage", "Marriage", "Kabuki Girl"), fiske ("Catalina") och andra ämnen som normalt inte diskuteras av andra. Låtskriveriet delades mellan bandmedlemmarna och Stevenson sånger påverkade kraftigt många melodiska poppunkband på 1990-talet.

### Medlemmar
- Milo Aukerman - sång (1980-1982, 1984-nuvarande)
- Stephen Egerton - gitarr (1987-nuvarande)
- Karl Alvarez - bas (1987-nuvarande)
- Bill Stevenson - trummor (1978-nuvarande)

### Tidigare medlemmar
- David Nolte - sång (1978-1979)
- Gwynn Kahn - sång (1980)
- Frank Navetta (avliden) - gitarr, sång (1978-1984, gäst - 1996, 2002)
- Tony Lombardo - bas, sång (1978-1985; gäst - 1996, 2002)
- Ray Cooper - sång, gitarr (1982-1986)
- Doug Carrion - bas (1985-1986)

## Diskografi

### Album
- 1982 - Milo Goes to College
- 1985 - I Don't Want to Grow Up
- 1986 - Enjoy!
- 1987 - All
- 1996 - Everything Sucks
- 2004 - Cool To Be You
- 2016 - Hypercaffium Spazzinate

### Singlar/EP
- Ride the Wild/It's a Hectic World - singel (1979)
- Fat (1981)
- Enjoy! - Promotional 7" (1986)
- Clean Sheets - Promotional 7" (1987)
- When I Get Old - Promotional CD (1996)
- I'm the One - Promotional CD (1996)
- When I Get Old (1997)
- I'm the One (1997)
- Sessions (1997)
- 'Merican (2004)